# جيمس مور (لاعب كريكت)
جيمس مور (18 سبتمبر 1877 - 6 أبريل 1933 بسيدني في أستراليا) (بالإنجليزية: James Moore)‏ هو لاعب كريكت نيوزلندي.

## وصلات خارجية
- جيمس مور على موقع إي آس بي آن كريك إنفو (الإنجليزية)